# Johan Mel
Jean Jaques Mel, född omkring 1630 i Dieppe i Frankrike, var en fransk-svensk militär som härstammade från skotska domar- och adelsätter vars fäderne sköldenamn ofta stavades Maule. 

## Militära titlar
Johan Mel gick i svensk tjänst 1654 där han snart avancerade till löjtnant. 1657 var han generalkvartermästarelöjtnant i den svenska besittningen Bremen och Verden. Året därpå kom han till det egentliga Sverige där han var kapten för Upplands regemente. 1663 var han tillbaka i Tyskland där han utnämndes till generalkvartermästare i Pommern. 1664 adlades han med namnet Johan Mel och introducerades på det svenska riddarhuset. 1669 utnämndes han till generalkvartermästare i Bremen och Pommern med överstes titel.

## Trädgårdsanläggning
För den som sysslar med forskning i adelns byggenskap är han intressant eftersom han 1665 dyker upp i greve Nils Brahe d.y. byggnadsräkenskaper för Rydboholms slott som den ”Mell frantsos” som avlönades för desseinen till Rydboholm och fick bespisning vid gården samma sommar, där man var i färd med att anlägga en stor trädgårdsanläggning.
Att Mel skulle vara arkitekt till den svit av förslagsritningar som bevarats i Skoklosters slotts arkiv emotsägs av det faktum att dessa ritningar i sitt ritmanér bär släktskap med trädgårdsplanerna till Skoklosters slott i samma samling och planen till Karlberg och Jakobsdal i de Tessin- Hårlemanska respektive Celsingska samlingarna i Nationalmuseum. Dessa ritningar har sannolikt utförts av den kunglige arkitekten Jean de la Vallée. De ritningar som omnämns i samband med Johan Mel måste istället röra sig om arbetsritningar till trädgårdsanläggningen som denne har utfört. Det är svårt att tänka sig att en ritkunnig militär skapat Rydboholms trädgård med dess broderikvarter och dominerande damm med en ö i trots att hela anläggningen är inspirerad av fransk trädgårdskonst. Att fortifikationsofficerare även var tränade i att rita civil arkitektur är framförallt hans samtida Erik Dahlbergh ett mera namnkunnigt exempel på men även Nicodemus Tessin den äldre började sin bana inom fortifikationen. Det är väl mest troligt att det var fältmarskalken Carl Gustaf Wrangel som uppmärksammade att Mel kunde användas för privata byggnadsuppgifter; Nils Brahe var Wrangels svärson. Det är även möjligt att Jean de la Vallée som ju var landsman med Mel förstod att ta hans tjänster i anspråk.
Då Wrangel använde Mel för arbeten med trädgårdsanläggningen på Ekebyhov vid samma tid (Eimer 1961) är det mest troligt att de la Vallée genom Wrangels förmedling har fått Mel till medarbetare. För Ekebyhov rörde det sig om ritningarna till en lusthusbyggnad. Det är tidigare inte känt att de la Vallée utfört arbeten för denna egendom men Mel kan ju själv ha ansvarat för ritningarna som ett slags enklare arkitekt liksom vid Rydboholm.
Både här och vid Ekebyhov skall man inte förvänta sig att han var inblandad i moderniseringsarbetena på huvudbyggnaderna. För Rydboholms del igångsattes de först under 1680-talet och först omkring 1675 började Ekebyhovs nuvarande träslott att byggas. Vid denna tidpunkt anlade Mel Karlsburgs fästning(de) i Bremen efter egna ritningar enligt Nordisk familjebok. Därefter gick han i holländsk tjänst. Uppgiften om att han kunde utföra ritningsprojekt för en fästning är intressant och tyder på att hans funktion vid de svenska trädgårdsanläggningarna har varit mer kvalificerad än kopistens. Om han varit en utbildad civilarkitekt innan han kom till Sverige borde han ju funnit mängder av arbetstillfällen vid denna tid. Istället var det en militär karriär som Mel valde, varför han mest måste betraktas som en militär förmåga.